# Йонкалла (Орегон)
Йонкалла (англ. Yoncalla) — місто (англ. city) в США, в окрузі Дуглас штату Орегон. Населення — 1021 особа (2020).

## Географія
Йонкалла розташована за координатами 43°36′2″ пн. ш. 123°17′34″ зх. д. / 43.60056° пн. ш. 123.29278° зх. д. (43.600604, -123.292867).  За даними Бюро перепису населення США в 2010 році місто мало площу 1,76 км², з яких 1,73 км² — суходіл та 0,02 км² — водойми.

## Демографія
Згідно з переписом 2010 року, у місті мешкало 1047 осіб у 441 домогосподарстві у складі 292 родин. Густота населення становила 596 осіб/км².  Було 476 помешкань (271/км²).
Расовий склад населення:
| - 92,3 % — білих - 1,7 % — корінних американців - 0,5 % — азіатів - 0,2 % — вихідців з тихоокеанських островів - 1,7 % — осіб інших рас |

До двох чи більше рас належало 3,6 %. Частка іспаномовних становила 4,6 % від усіх жителів.
За віковим діапазоном населення розподілялося таким чином: 21,1 % — особи молодші 18 років, 58,8 % — особи у віці 18—64 років, 20,1 % — особи у віці 65 років та старші. Медіана віку мешканця становила 46,8 року. На 100 осіб жіночої статі у місті припадало 87,6 чоловіків;  на 100 жінок у віці від 18 років та старших — 88,2 чоловіків також старших 18 років.
Середній дохід на одне домашнє господарство  становив 49 777 доларів США (медіана — 34 375), а середній дохід на одну сім'ю — 59 971 долар (медіана — 44 375). За межею бідності перебувало 23,2 % осіб, у тому числі 45,0 % дітей у віці до 18 років та 12,2 % осіб у віці 65 років та старших.
Цивільне працевлаштоване населення становило 391 осіб. Основні галузі зайнятості: виробництво — 25,3 %, роздрібна торгівля — 16,9 %, освіта, охорона здоров'я та соціальна допомога — 14,6 %.